# Isidoro Alverà
Isidoro Alverà (Cortina d'Ampezzo, 3 marzo 1945) è un ex hockeista su ghiaccio italiano.
Giocatore della Sportivi Ghiaccio Cortina ha preso parte ai Giochi Olimpici invernali di Innsbruck 1964 ed ai campionati mondiali di hockey su ghiaccio disputati a Lubiana 1966 e Vienna 1967.
Isidoro è stato quattro volte campione d'Italia: 1964, 1965, 1966 e 1967